# 切斯特 (紐約州沃倫縣)
切斯特（英語：Chester）是一個位於美國紐約州沃倫縣的鎮。

## 人口
根據2020年美國人口普查的數據，切斯特的面積為225.60平方千米，當中陸地面積為218.80平方千米，而水域面積為6.80平方千米。當地共有人口3086人，而人口密度為每平方千米14人。